# Ben A. Barres
Ben A. Barres (West Orange, New Jersey, 1954. szeptember 13. –  Stanford, Kalifornia, 2017. december 27.) amerikai neurobiológus, a Stanfordi Egyetemen dolgozott. Kutatási területe a neuronok és gliasejtek együttműködésére az idegrendszeren belül összpontosult. 2008-ban vált a Stanfordi Orvostudományi Egyetem (Stanford University School of Medicine) neurobiológiai tanszékének vezetőjévé. 1997-ben nemet váltott férfivé, majd 2013-ban az amerikai Nemzeti Tudományakadémia (National Academy of Sciences) első nyíltan transznemű tudósa lett.

## Fiatalkora és tanulmányai
Barbara Barresként született 1954. szeptember 13-án West Orange-ban (New Jersey), és női nemmel anyakönyvezték. Apja kereskedő, míg anyja háziasszony volt. Gyerekként szülei egyszerűen fiús lányként tekintettek rá. A west orange-i iskolában kimagasló eredményeket mutatott és csodálta Jeffrey Davis nyolcadik osztályos tanárát. Megszerzett egy Bachelor of Science-t biológia szakon az M.I.T.-n, egy orvostani fokozatot [MD] a Dartmouth Medical School-tól (1979), neurológiai rendelői gyakorlatot a Weill Cornell Medicine-n, és doktorátust (PhD) neurobiológiából (1990) a Harvard Egyetemtől NIH, (2008 okt.). A posztdoktori kutatói gyakorlatát a University College London-on Martin Raff-tól. 1993-ban része lett a Stanfordi Orvostudományi Egyetem neurobiológiai tanszékének. 1997-ben váltott nemet férfire, és publikált a tudományban jelenlévő szexizmusról. 2008-ban nevezték ki a neurobiológiai tanszék vezetőjének.

## Kutatásai
Barres 1993-ban kezdett kutatni a Stanfordi Egyetem neurobiológiai tanszékén. Az akadémiai hivatásai közé tartozott a neurobiológia professzora, neurológia & a neurológia tudománya, valamint (kiegészítésként) az ophthalmológia. Tagja lett a Bio-X Intézménynek, a Gyerekegészségi Intézménynek, tagja a Stanfordi Neurotudományok Intézményének és tanszéktársa a Stanford ChEM-H-nak. 2008-ban kinevezték a Stanfordi Oktatóegyetem neurobiológiai tanszék vezetőjének.
Barres több mint 160 publikáció szerzője vagy társszerzője. Kutatásai olyan szaklapokban jelentek meg, mint a Nature Neuroscience és Cell.
Kutatásának része volt az emlősök központi idegrendszere gliasejtjeinek tanulmányozása, beleértve funkcióik és fejlődésük feltérképezése.
Korai kutatásai többek között a gerincesek idegrendszerének fejlődését tanulmányozta, beleértve, miért és miként hal el sok neuron röviddel miután összekötődik céljával. Ezek a kutatások tanulmányozták, hogyan jelentkezett ez a programozott sejthalál (apoptózis) ilyen óriási méretekben. Továbbá olyan folyamatokat tanulmányozott, mint az axonmyelinizáció előfeltételei és következményei, valamint különböző jelzőmolekulák, mint a pajzsmirigyhormonok és a retinocinsav összhatása a gliasejtek, beleértve az oligodentrocitok kialakulásában.